# Quando stiamo bene
Quando Stiamo Bene è un singolo del cantante italiano Zibba, pubblicato il 26 gennaio 2018 come secondo estratto dall'ottavo album in studio Le cose. 
Il singolo ha visto la collaborazione di Elodie.

## Descrizione
La canzone è una ballad carica di groove, introspettiva e positiva allo stesso tempo. Nel brano le due voci s'incastrano alla perfezione sul beat di Mace, autore di un tappeto sonoro che riesce a dare intensità sia ritmica che emotiva. La canzone si sviluppa su una conversazione tra sé e sé in una camera non fumatori di un hotel qualunque.

## Video musicale
Il videoclip, diretto da Megan Stancanelli a supporto della canzone, è stato pubblicato il 26 gennaio 2018 sul canale YouTube del cantante.

## Tracce
1. Quando stiamo bene – 2:58